# Città autonoma
Una città autonoma è una città che gode di un particolare status giuridico, che si esprime con il conferimento di determinati poteri o di determinate funzioni da parte dello Stato, o di un altro ente gerarchicamente sovraordinato.

## Spagna
In Spagna, sono città autonome (in spagnolo: ciudades autónomas) Ceuta e Melilla, già parte dell'Andalusia fino al 14 marzo 1995. In quella data, infatti, venne approvata alle Corti Generali (il Parlamento spagnolo) uno statuto specifico per Ceuta e Melilla, che non hanno iniziativa legislativa (ciò che le differenzia principalmente dalle comunità autonome) ma viene permesso loro di chiedere alla Corti iniziative legislative che ritengono opportune per una o per l'altra. A differenza delle comunità autonome, quindi, non hanno il potere di legiferare tramite un consiglio locale.

## Argentina
Ha lo status di città autonoma Buenos Aires.

## Repubblica Centrafricana
- Bangui

## Uzbekistan
- Tashkent